# Сент-Джозеф (округ, Индиана)
Сент-Джо́зеф (англ. Saint Joseph County) — округ в штате Индиана, США. Официально образован в 1830 году. По состоянию на 2010 год, численность населения составляла 266 931 человека.

## География
По данным Бюро переписи США, общая площадь округа равняется 1 194,975 км2, из которых 1 185,833 км2 суша и 3,540 км2 или 0,770 % это водоёмы.

## Население
По данным переписи населения 2000 года в округе проживает 265 559 жителей в составе 100 743 домашних хозяйств и 66 792 семей. Плотность населения составляет 224,00 человека на км2. На территории округа насчитывается 107 013 жилых строений, при плотности застройки около 90,00-та строений на км2. Расовый состав населения: белые — 82,36 %, афроамериканцы — 11,46 %, коренные американцы (индейцы) — 0,35 %, азиаты — 1,34 %, гавайцы — 0,05 %, представители других рас — 2,48 %, представители двух или более рас — 1,97 %. Испаноязычные составляли 4,73 % населения независимо от расы.
В составе 32,00 % из общего числа домашних хозяйств проживают дети в возрасте до 18 лет, 50,00 % домашних хозяйств представляют собой супружеские пары проживающие вместе, 12,40 % домашних хозяйств представляют собой одиноких женщин без супруга, 33,70 % домашних хозяйств не имеют отношения к семьям, 27,90 % домашних хозяйств состоят из одного человека, 10,70 % домашних хозяйств состоят из престарелых (65 лет и старше), проживающих в одиночестве. Средний размер домашнего хозяйства составляет 2,50 человека, и средний размер семьи 3,07 человека.
Возрастной состав округа: 25,70 % моложе 18 лет, 11,80 % от 18 до 24, 28,00 % от 25 до 44, 20,90 % от 45 до 64 и 20,90 % от 65 и старше. Средний возраст жителя округа 34 лет. На каждые 100 женщин приходится 93,20 мужчин. На каждые 100 женщин старше 18 лет приходится 89,80 мужчин.
Средний доход на домохозяйство в округе составлял 40 420 USD, на семью — 49 653 USD. Среднестатистический заработок мужчины был 37 076 USD против 25 310 USD для женщины. Доход на душу населения составлял 19 756 USD. Около 7,60 % семей и 10,40 % общего населения находились ниже черты бедности, в том числе — 13,70 % молодежи (тех, кому ещё не исполнилось 18 лет) и 7,10 % тех, кому было уже больше 65 лет.